# Durrow

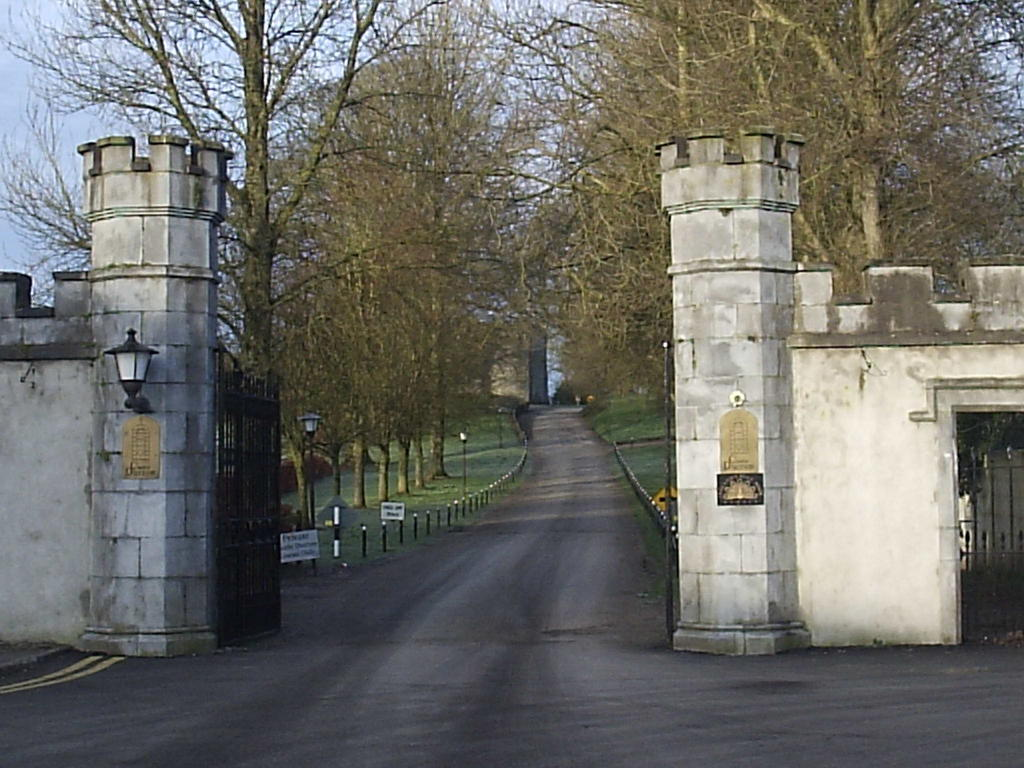
Auffahrt zum Durrow Castle (2007)

Durrow (irisch Darú, älter Darmhagh Ua nDuach, „Eichenebene der Uí Duach“) ist eine Kleinstadt im County Laois im zentralen Binnenland der Republik Irland.

## Geschichte
Die früheste Erwähnung von Durrow  stammt aus dem Jahr 546, als Ort eines dort evtl. von Columban von Iona begründeten Klosters. Aus dem Jahr 1155 ist das Niederbrennen einer örtlichen Kirche überliefert. Mitte des 13. Jahrhunderts erhielt Durrow (unter dem Namen Deverald) das Recht, jeweils donnerstags einen Markt und in der dritten Juliwoche einen Jahrmarkt abzuhalten. Das Anfang des 18. Jahrhunderts im „English country house“-Stil errichtete Durrow Castle ist seit 1998 ein Luxushotel. 
Das Book of Durrow steht in keinem Zusammenhang mit Durrow im County Laois.

## Gegenwart
Durrow liegt ganz im Süden des County Laois, nahe zum County Kilkenny, am River Erkina, der sich 1,5 km östlich der Stadt mit dem River Nore verbindet. Bei der Volkszählung 2022 lebten 946 Menschen in Durrow. Der Ort liegt etwa 30 km südlich von Port Laoise. Durch Durrow führte die Nationalstraße N8 von Dublin nach Cork, was wegen des immer stärker werdenden Verkehrs zu einer großen Belastung wurde. In 2010 wurde die Autobahn M8 eröffnet, die am Ort vorbeiführt und die Stadt entlastete. Die ehemalige N8 wurde zur Überlandstraße N77 herabgestuft. Diese führt von Port Laoise nach Kilkenny.

## Trivia
Mit einem Mordfall, der 1955 in Durrow angesiedelt ist, beginnt die allererste Folge der britischen Krimi-Serie Inspector Barnaby („Blutige Anfänger“).

## Söhne und Töchter
- Thomas A. White (1931–2017), römisch-katholischer Geistlicher, Erzbischof und Diplomat des Heiligen Stuhls